# M.A.S.K
M.A.S.K er en tegnefilmsserie. Der var 75 episoder i serien.

## M.A.S.K. personer og stemmer
- Matt Trakker (Doug Stone)
  - Spectrum -- Thunderhawk
  - Ultra-Flash -- Rhino
  - Lava Shot -- Volcano
- Hondo MacLean (Doug Stone)
  - Blaster I -- Firecracker
  - Blaster II -- Hurricane
- Buddie "Clutch" Hawks (Mark Halloran)
  - Penetrator -- Firecracker
- Dusty Hayes (Doug Stone)
  - Backlash -- Gator
- Gloria Baker (Sharon Noble)
  - Aura -- Shark
- Bruce Sato (Doug Stone)
  - Lifter -- Rhino
- Brad Turner (Graeme McKenna)
  - Hocus Pocus -- Condor
- Alex Sector (Brendan McKane)
  - Jackrabbit -- Rhino

- Jacques LaFleur (Brendan McKane)
  - Mirage -- Volcano
- Ace Riker (Mark Halloran)
  - Boomerang -- Slingshot
- Julio Lopez (Graeme McKenna)
  - Streamer -- Firefly
- Calhoun Burns (Graeme McKenna)
  - Gulliver -- Raven

### Sæson 2
- Matt Trakker
  - Shroud -- Goliath I
- Buddie "Clutch" Hawks
  - Ditcher -- Wildcat
- Dusty Hayes
  - Vacuum -- Billboard Blast
- Brad Turner
  - Eclips -- Razorback
- Alex Sector
  - Disruptor -- The Collector
- Ace Riker
  - Cruise Control -- Meteor
- Boris Bushkin (Doug Stone)
  - Comrade -- Bulldog
- Nevada Rushmore (Brendan McKane)
  - Totem -- Goliath II
- Ali Bombay (Brian George)
  - Vortex -- Bullet

## V.E.N.O.M. personer og stemmer
- Miles Mayhem (Brendan McKane)
  - Viper -- Switchblade
  - Python -- Outlaw
- Sly Rax (Mark Halloran)
  - Stiletto -- Piranha
- Cliff Dagger (Mark Halloran)
  - Torch -- Jackhammer
- Vanessa Warfield (Sharon Noble)
  - Whip -- Manta

- Bruno Sheppard (Doug Stone)
  - Magna-Beam -- Stinger
- Floyd Malloy (Brendan McKane)
  - Buckshot -- Vampire
- Nash Gorey (Doug Stone)
  - Powerhouse -- Outlaw

### Sæson 2
- Miles Mayhem
  - Flexor -- Buzzard
- Sly Rax
  - Sawblade -- Pit Stop Catapult
- Lester Sludge (Brian George)
  - Mudslinger -- Iguana
- Maximus Mayhem (Doug Stone)
  - Deep Freeze -- Buzzard

## Bipersoner og stemmer
- Scott Trakker (Brennan Thicke)
- T-Bob (Graeme McKenna)
- Duane Kennedy (Mark Halloran)
- M.A.S.K. computer (Sharon Noble)

### Sæson 2
- Buzzard drone (Graeme McKenna)